# Minona puertoricana
Minona puertoricana är en plattmaskart som beskrevs av Curini-Galletti 1991. Minona puertoricana ingår i släktet Minona och familjen Monocelididae. Inga underarter finns listade i Catalogue of Life.